# モルネーソース

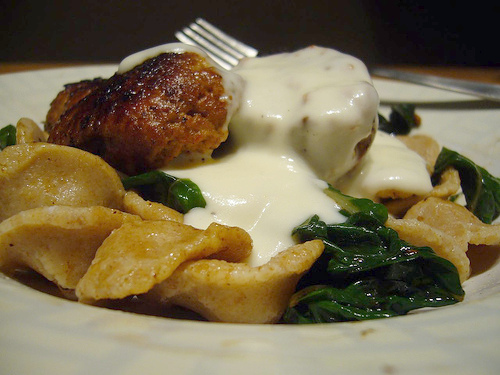
オレキエッテのモルネーソース添え

モルネーソース（仏: sauce mornay）は主にフランス料理で使われるソースの一種。
ベシャメルソースにブイヨンを加えて煮詰めたものにすりおろしたチーズを入れ、チーズがとけたらバターを加えよくかき混ぜる。グラタンや魚料理、煮物料理に使われることが多い。
グリュイエールチーズ、パルメザンチーズなどを使用するレシピがよく知られている。
モルネーとは、フランス国王アンリ4世の側近であった、フィリップ・ド・モルネー（1549年 - 1623年）のこと。また他にはモルネーソースを発明したとされるパリのシェフ、Joseph Voironの長男、Mornayの名をとったとする説もある。